# Johnny Davis
John Reginald Davis, detto Johnny (Detroit, 21 ottobre 1955), è un ex cestista e allenatore di pallacanestro statunitense, professionista nella NBA.

## Carriera
Venne selezionato dai Portland Trail Blazers al secondo giro del Draft NBA 1976 (22ª scelta assoluta).
Con gli Stati Uniti disputò i Giochi panamericani di Città del Messico 1975.

## Palmarès

### Giocatore
- Campionato NBA: 1

Portland Trail Blazers: 1977